# Яэсе
Яэсе (яп. 八重瀬町 Яэсэ-тё:) — посёлок в Японии, находящийся в уезде Симадзири префектуры Окинава. Площадь посёлка составляет 26,90 км², население — 28 326 человек (1 августа 2014), плотность населения — 1053,01 чел./км².

## Географическое положение
Посёлок расположен на острове Окинава в префектуре Окинава региона Кюсю. С ним граничат города Томигусуку, Итоман, Нандзё и посёлок Хаэбару.

## Население
Население посёлка составляет 28 326 человек (1 августа 2014), а плотность — 1053,01 чел./км². Изменение численности населения с 1980 по 2005 годы:
| 1980 | 18 990 чел. |  |
| 1985 | 19 918 чел. |  |
| 1990 | 20 718 чел. |  |
| 1995 | 23 033 чел. |  |
| 2000 | 24 626 чел. |  |
| 2005 | 25 121 чел. |  |

## Символика
Цветком посёлка считается бархатец.